# 莱希米尔站
莱希米尔站（英語：(/ˈliːtʃmɪr/ LEECH-meer)）是波士顿轻轨绿线位于东剑桥莱希米尔广场的车站。车站位于蒙席奥布赖恩公路东侧，靠近北一街，毗邻NorthPoint开发区。该无障碍高架车站设有一座岛式月台，两端均设有车站大厅。车站于2022年3月21日开放，作为绿线延伸项目的一部分，停靠绿线D支线和[[波士顿轻轨绿线E支线|E支线]列车。
波士顿洛厄尔铁路的一座车站是东剑桥地区的首个公共交通车站，自19世纪中期起服务该社区，一直至1927年终止服务。大概1861年左右开始，经由莱希米尔广场的马车服务开始运营，并通过克雷吉大桥通往波士顿。19世纪90年代，该线路实现电气化。1912年，莱希米尔高架桥建成，并在莱希米尔广场建设坡道，使剑桥街和桥街沿线的有轨电车能够进入特雷蒙特街地铁隧道。
1922年，波士顿高架铁路公司在莱希米尔设立了一座预付费换乘站，将地面有轨电车与地铁线路分离。该地面车站设有供地铁车辆使用的环形轨道，并提供与地面线路的同台换乘，环形轨道内还设有一个小型调车场。20世纪30年代至60年代，地面有轨电车逐步被无轨电车取代，随后又被柴油公交车取代，而地铁线则于1965年成为绿线的一部分。
莱希米尔作为地铁的北终点站已持续运营一个世纪。早在20世纪20年代，就曾提出从莱希米尔向西北延伸的计划，但相关规划直至21世纪初才开始推进。原计划在NorthPoint开发区内新建一座高架莱希米尔车站，但在2007年被纳入绿线延伸规划。马萨诸塞湾交通局于2012年同意在2017年前建成开放新该车站，并在2013年授予施工合同。然而，项目成本上涨在2015年引发了对绿线延伸规划项目的全面重新评估。2016年公布了缩减后的车站设计方案，并于2017年签署设计与施工合同。原地面车站于2020年5月24日关闭，以便进行绿线延伸工程施工；施工期间，旧站的公交站场继续作为换乘点，提供公交线路与莱希米尔至波士顿北站接驳巴士之间的换乘，直至新站启用。

## 历史

### 东剑桥站

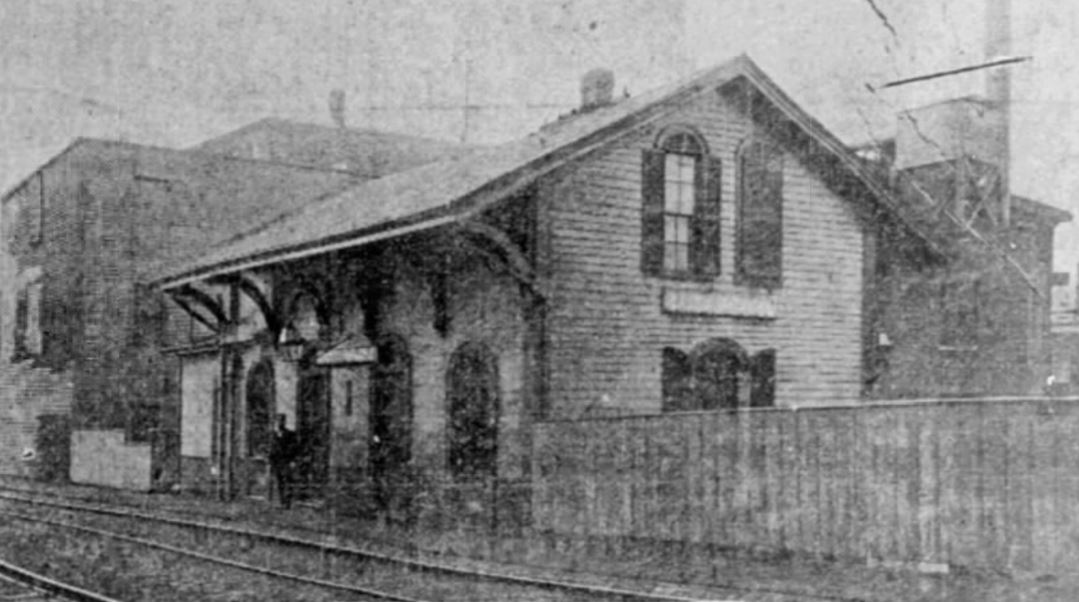
东剑桥站（1905年）

1835年，波士顿洛厄尔铁路公司在两座城市间开通直达客运服务。线路开通时为直达列车，随后增加中间停靠站。其中，首批加入的车站中包括了东剑桥站，车站靠近监狱角大桥。1865年，车站向北迁移至第三大街，靠近东剑桥狗岛开发区。居住在萨莫维尔的工人乘坐火车到达东剑桥的工厂上班，时任马萨诸塞州州长本杰明·富兰克林·巴特勒是该线路最著名的乘客。
1887年，波士顿缅因铁路公司收购波士顿洛厄尔铁路公司，1926年开始建造波士顿北站并扩建货运站。波士顿缅因铁路公司提议废弃东剑桥站及展望山站。尽管目前大多数市内车站已被有轨电车和汽车所取代，但是工厂的工人及前往米德尔塞克斯郡法院的居民仍然使用东剑桥站，并极力反对关闭车站。即便如此，1927年3月公共事业委员会批准了车站关闭申请，并加开一班提前10分钟的列车供去法院的居民。1927年4月25日这些车站正式关闭停止使用。

### 莱希米尔站

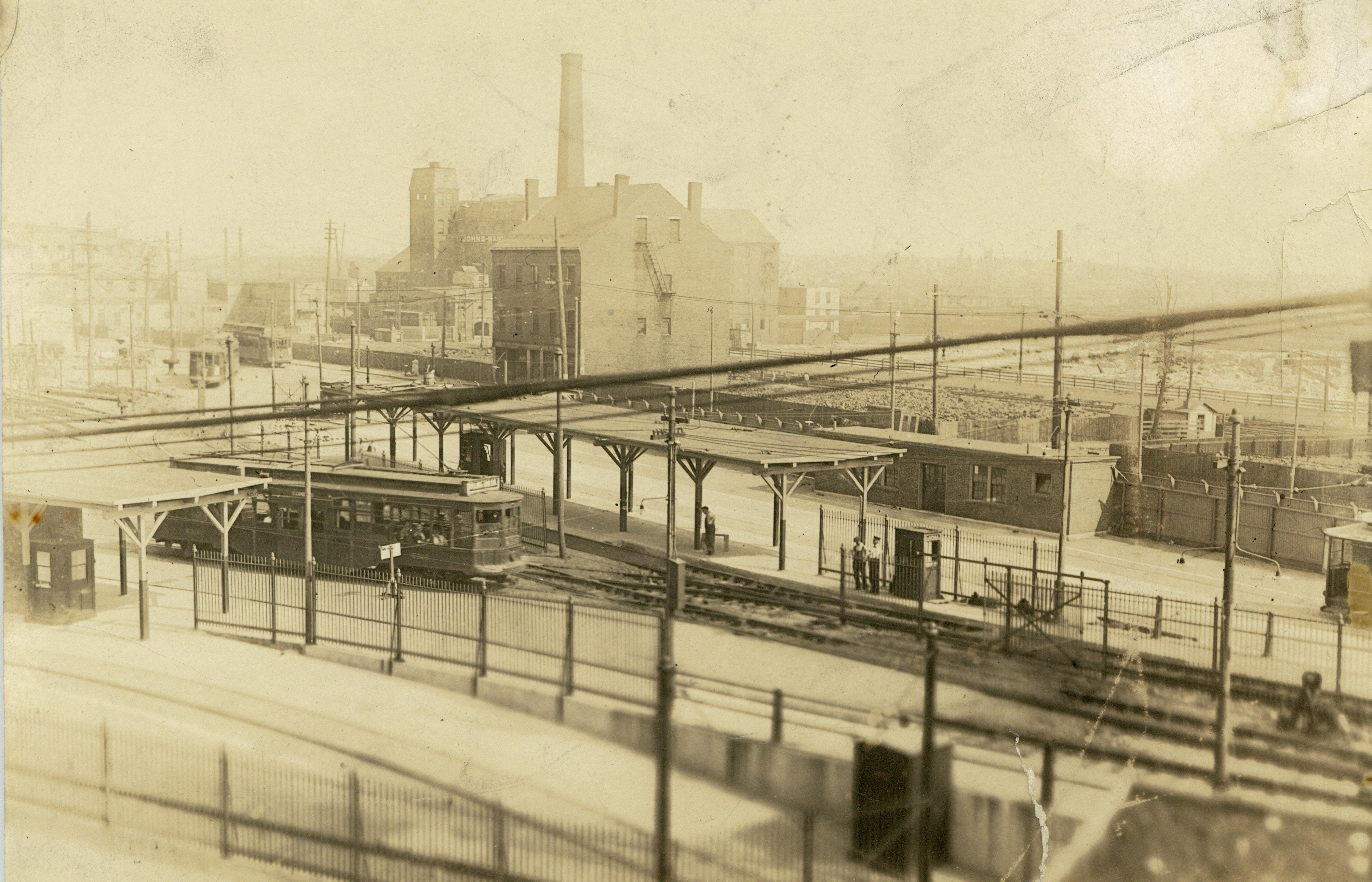
1922年，一辆入城方向列车正准备驶离新建成的站台。

1898年，特里蒙特地铁正式运行之后，剑桥市东部剑桥街和桥街上行驶的有轨电车如果想要前往公园街站，需要跨过克雷吉桥来到运河街隧道入口。跨河的这段道路常年拥堵，十分容易造成延误。经过5年的建设，莱希米尔高架和科斯威街高架于1912年6月1日建成通车。来自哈佛广场和萨默维尔 的有轨电车有了他们专用的过河通道。
前往莱希米尔广场的线路冗杂，时刻表也不可靠，成为困扰特里蒙特街地铁的主要问题。1922年7月10日，波士顿高架铁路在莱希米尔广场建立了一座带有封闭区域的车站。乘客可以在封闭车站内方便换乘其他列车。车站的環形迴車道为以此站为终点站的列车提供了调转方向的铁轨。到站列车在卸客站台停靠之后，经由环形车道到达候车站台，准备下一趟班次出发。除此以外，环形车道内部还有小型驻车场，可以存放少量列车。
由于当时大多数从波士顿西侧或者南部来的有轨电车只到公园街站，为弥补服务空缺，一趟全新的有轨电车在莱希米尔站和普莱森特街地铁隧道入口之间行驶。1923年1月2日开始，列车营运范围延伸到肯莫尔站甚至是C支线华盛顿广场。1931年2月7日，联邦大道线与该短程线路合并。
当时的66路有轨电车，后来改为77路有轨电车，如今被波士顿公交69路所替代。1936年，该线路由有轨电车改为无轨电车。经过莱希米尔站的其他有轨电车后来陆续也改为无轨电车或直接改为公交车。车站入城方向站台最终被废弃，出城方向站台被改造为公交站台。

### 马萨诸塞湾交通局时代

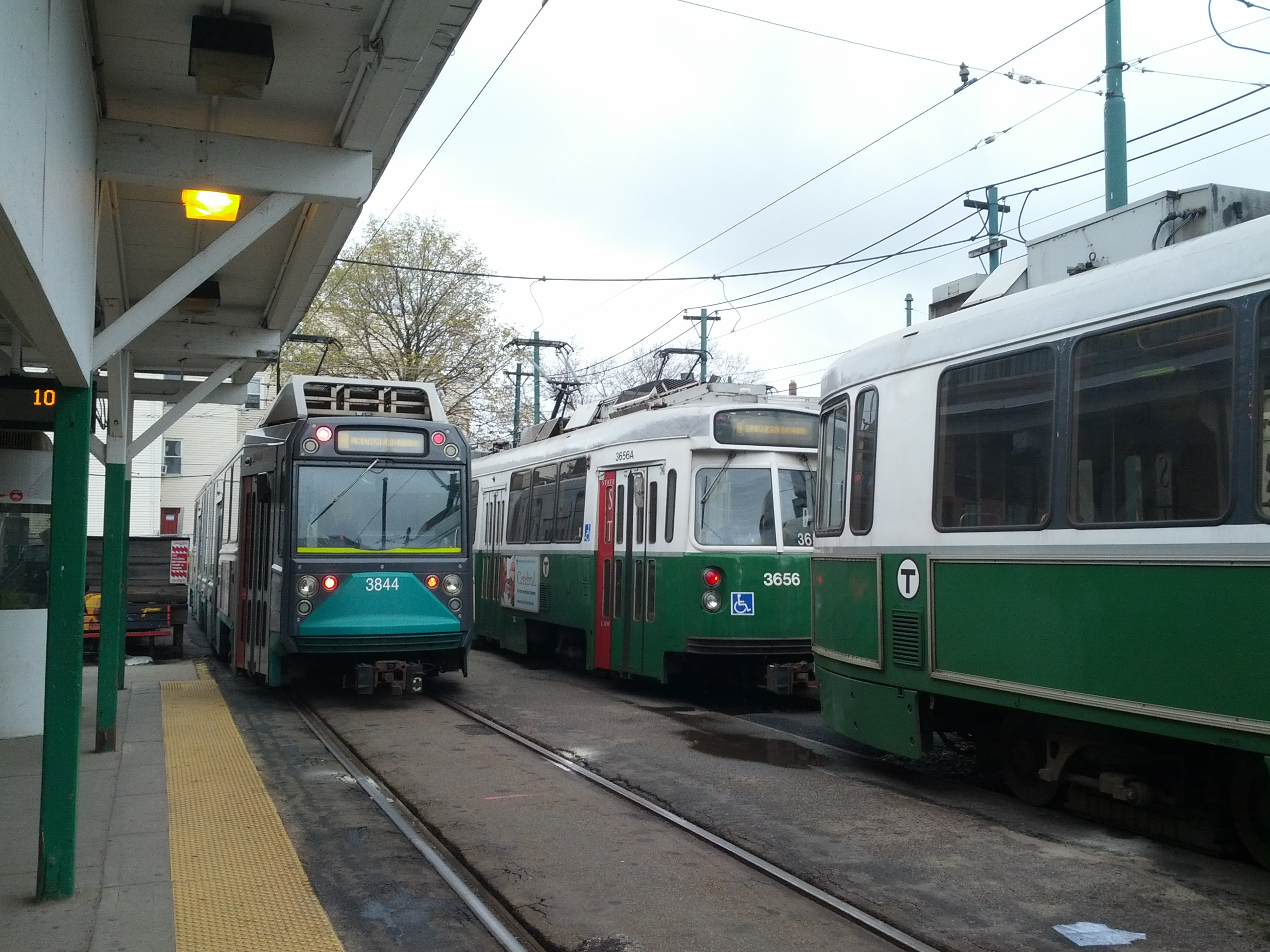
停靠在莱希米尔驻车场和准备发车的绿线列车

河滨线于1959年开始运营，5年后莱希米尔站几乎变成河滨线停靠的常规车站。1964年马萨诸塞湾交通局接管波士顿公共交通系统后，绿线列车可以在公园街站、政府中心站、波士顿北站或莱希米尔站调转方向。交通局灵活地改变列车终点站，以满足不同时候载客需求。1966年9月10日，联邦大道线正式缩短至公园街站。1967年，马萨诸塞湾交通局将轻轨线路用字母A到E编号，联邦大道线为B支线，灯塔街线为C支线，河滨线为D支线。1967年3月25日起，所有C支线和D支线列车终点站为莱希米尔站。
1974年3月25日，B支线延长，终点站变为莱希米尔站，而D支线终点改至波士顿北站。接下来的10年里，B、C、D支线的终点站一直在频繁变化。1983年1月2日，亨廷顿大道线（如今的E支线）终点站改为莱希米尔站。1983年2月11日，由于波士顿大雪，恶劣天气导致E支线和D支线停运数天，交通局为此增开往返于政府中心站和莱希米尔站的摆渡车。1985年12月28日至1986年7月25日，E支线停运维护，摆渡车替代E支线往返于肯莫尔站和莱希米尔站之间。7月26日，E支线恢复部分客运服务，并于1987年6月20日正式全线恢复通车。1997年6月21日，D支线的终点站改为莱希米尔站。
2004年6月25日，为建设波士顿北站地下车站，科斯威街高架拆除，莱希米尔站暂时关闭。工程期间，摆渡车往返于莱希米尔站和政府中心站。2005年11月12日，莱希米尔站重新开放，并仅作为E支线的终点站。2011年4月30日至11月3日科学公园站重建期间，波士顿北站至莱希米尔站段再次用摆渡车代替。

### 绿线延长线工程及新车站
为建造绿线延长线，马萨诸塞湾交通局提出在奥布莱恩公路另一侧新建一座莱希米尔站。车站原计划于2017年建成并启用，但由于审批等原因，工程延期并预计于2020年开放。

## 车站结构

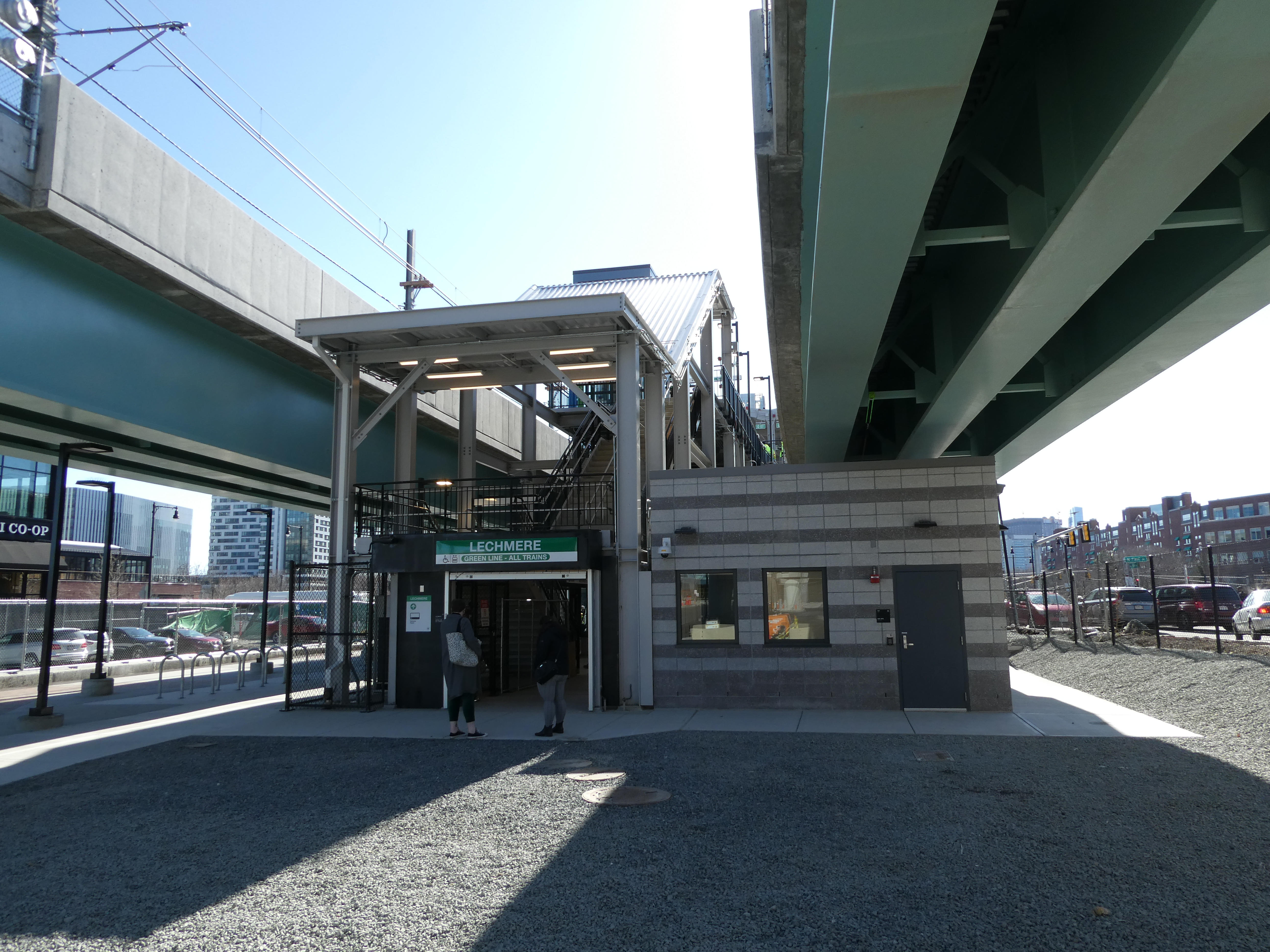
2022年3月的北侧车站大厅

莱希米尔车站位于奥布赖恩公路东侧的莱希米尔广场，毗邻North Point开发区。绿线双轨高架桥自东南向西北贯穿车站区域。车站设有一座弯曲的岛式月台，全长355英尺（108），宽32—35英尺（9.8—10.7），位于东街与北一街之间的街区上方。
月台高度为8英寸（200），以满足现有轻轨车辆的无障碍登车需求，并可提升至14英寸（360），以满足未来9型和10型轻轨车辆平层登车需求。其他绿线延伸项目新建的车站多预留225-英尺（69-）长的月台，而莱希米尔车站因未来扩建难度较大，已按最大长度建成。:12.1-5车站全长设有雨棚，且宽度为双跨设计。而其他绿线延伸项目新建的车站较窄月台一般采用单跨设计。:29
车站在北一街和东街以南分别设有站厅。北侧站厅配备两部电梯和楼梯通往月台，南侧站厅设有一部电梯和楼梯。北侧站厅北面的沃特街旁设有一条公交环道，供69、80、87、88 路公交使用。两座站厅之间设有自行车站，可停放182辆自行车；北侧站厅旁另设有72个自行车架。车站公共艺术作品包括兰德尔·瑟斯顿的《Field Notes》，在电梯井上装饰有描绘鸟类与藤蔓的面板；部分车站标识上的面板叠加有鸟类图像与诗歌作品，另一些则展示车站历史图片及解说文字。
| 1F | 南行               | 往河滨或希思街 （科学公园）                              |
| 1F | 岛式月台，左侧开门 |                                                          |
| 1F | 北行               | 往联合广场 （联合广场） · 往梅德福/塔夫茨 （东萨默维尔） |
| G  | 地面               | 出入口、检票区                                           |

## 公交换乘

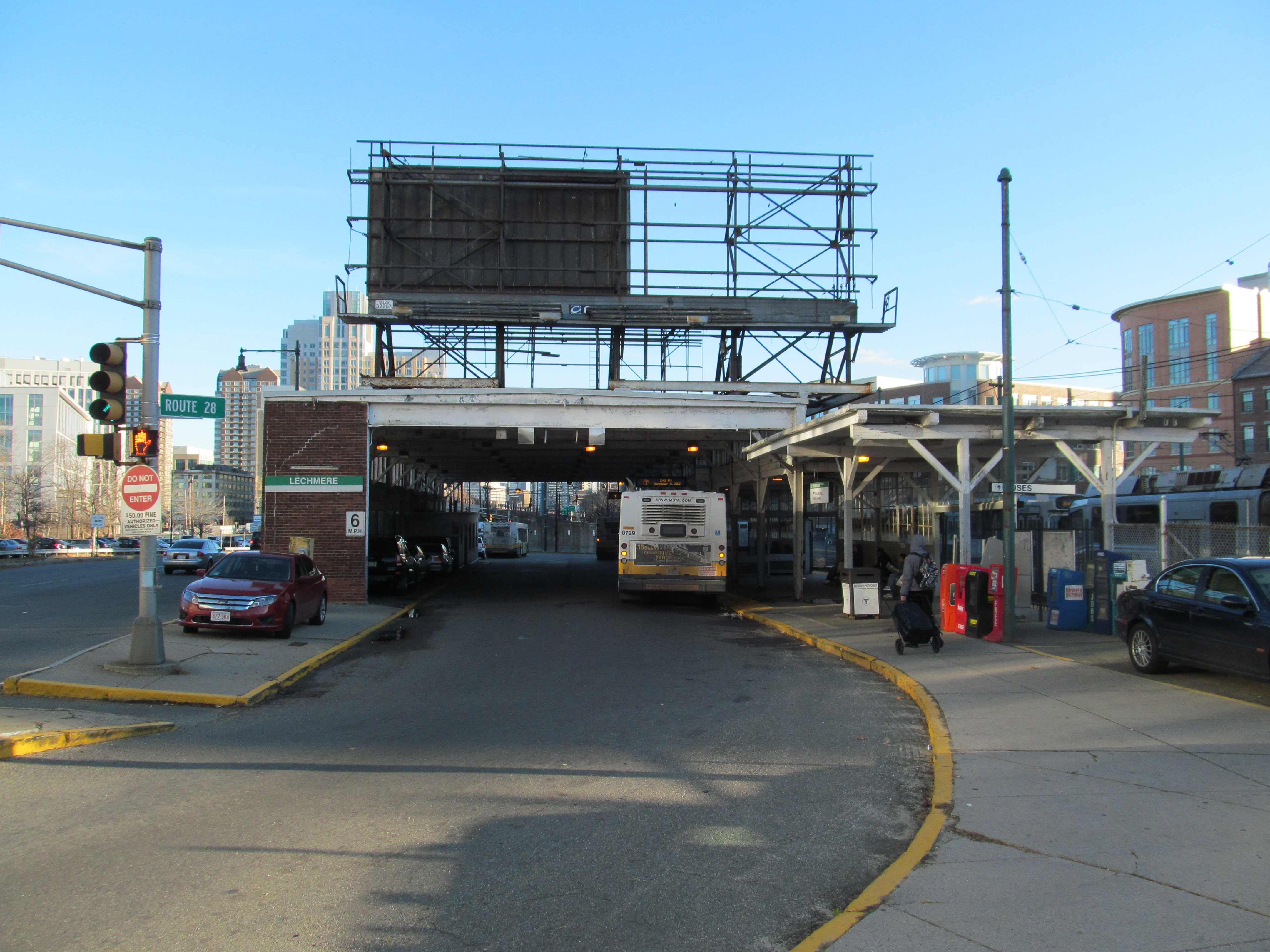
莱希米尔站卸客站台旁的公交专用通道

莱希米尔站卸客站台外为公交专用通道，可以方便换乘波士顿公交：
- 69： 哈佛大门 - 剑桥街 - 莱希米尔站
- 80： 阿灵顿中心 - 梅德福山脚 - 莱希米尔站
- 87： 阿灵顿中心或克拉伦登 - 萨默维尔大道 - 莱希米尔站
- 88： 克拉伦登山 - 高地大道 - 莱希米尔站

私营线路：
EZRide： 剑桥 - 波士顿北站 